# European Onion
European Onion är bandet Pluxus tredje album. Skivtiteln är, som många bitpoplåtar och -album, en ordvits. European Onion kommer från European Union (Europeiska unionen) och onion (lök).

## Låtlista
1. Rödval, Blåval
2. Kung Den Knege
3. Business
4. Dagsmeja
5. Psykopotät
6. Igår, Idag Och Från Och Med Nu
7. April 1724
8. Polyfant
9. Molltolerans
10. Agent Tangent
11. Calimucho
12. Nomi